# Stadion Lekkoatletyczny im. Istvána Gyuli
Stadion Lekkoatletyczny im. Istvána Gyuli (węg. Gyulai István Atlétikai Stadion) – obiekt wielofunkcyjny w mieście Debreczyn na Węgrzech, który wchodzi w skład kompleksu sportowego Debreceni Sportcentrum. Stadion nosi imię István Gyulai, który zmarł w 2006 roku i pełnił funkcję sekretarza IAAF, dodatkowo zajmując się komentowaniem imprez sportowych. 
Obiekt ten w roku 2001 był gospodarzem lekkoatletycznych mistrzostw świata juniorów młodszych, a w 2007 młodzieżowych mistrzostw Europy w lekkiej atletyce.